# Jonas Neokylander
Jonas Neokylander, död 1650 i Kullerstads församling, Östergötlands län, var en svensk präst.

## Biografi
Jonas Neokylander var son till kyrkoherden Matthias Cuprimontanus i Nykils församling och Anna Botvidsdotter. Han prästvigdes 19 februari 1625 och blev 1635 komminister i Sörby församling. Neokylander blev 1650 kyrkoherde i Kullerstads församling och avled samma år. Han begravdes i Kullerstads kyrka.

### Familj
Neokylander var gift med Brita Olufzdotter (Kylander) (död 1665), dotter till kyrkoherden Nicolaus Johannis Kylander i Mjölby församling. De fick tillsammans barnen jägerifiskalen Daniel Kylander i Östergötland, Sveno Kylander (död 1654) och Maria Kylander som var gift med kyrkoherden Olaus Troman i Kullerstads församling. Efter Neokylander gifte Brita Olufzdotter om sig med kyrkoherden Jonas Falkius i Kullerstads församling och kyrkoherden Petrus Corylander i Kullerstads församling.